# Тюлень Ведделла
Тюлень Ведделла, тюлень Уедделла (Leptonychotes weddellii) — монотипний вид тварин родини Тюленевих (Phocidae), єдиний сучасний вид роду Leptonychotes. Відносно добре поширені на узбережжі Антарктиди.

## Етимологія
Латинська назва Leptonychotes складається зі слів: грец. λεπτός — худий, тонкий; грец. ὄνυξ — кігті, нігті; лат. otes — вказує на володіння.
Вид названий на честь британського капітана Джеймса Ведделла, який першим помітив цих тварин і задокументував їх у 1820-х.

## Опис
Забарвлення різне, але частіше верх голубувато-чорний з білими смужками і плямами, низ сірий з білими смужками. Голова відносно мала, писок дуже короткий, очі та ікла відносно великі.
Дорослі самці досягають 2,9 м в довжину, а самиці досягають 3,3 м. Дорослі самці важать від 400 до 450 кг, самиці, трохи важчі. Новонароджені близько 1,5 м в довжину і в середньому важать 29 кг.

## Життєвий цикл
Самиці стають статевозрілими в 3-6 років, самці — в 7-8 років. Репродуктивна поведінка відбувається під водою. Досить часто самиця кусає самця за шию під час спаровування. Вагітність триває 11 місяців, в тому числі затримки імплантації 2 місяці. Тривалість життя приблизно 25 років. Цуцики народжуються з вересня по листопад і доглядаються сім-вісім тижнів. Зазвичай народжується одне щеня.

## Звички

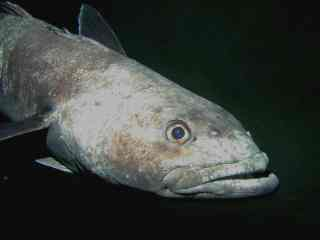
Кликач антарктичний (Dissostichus mawsoni) — улюблена пожива тюленя Уедела

Основна здобич — переважно риби родини Нототенієві (зокрема, улюблений харч — кликач антарктичний, Dissostichus mawsoni), головоногі молюски та криль.
Хижаками є косатка і морський леопард.
Leptonychotes weddellii — хороші пірнальники, які можуть досягати глибини понад 600 м, з тривалістю занурення принаймні 82 хвилини.
Вони не мігрують, а локальні переміщення викликані змінами в льодових умовах. Підводне плавання відбувається під природними тріщинами льоду або під областями, де лід є досить тонким. Підводна активність в основному нічна. Вони плавають зі швидкістю приблизно від 5 до 7 вузлів (9—13 км/год), використовуючи передні й задні ласти.